# Brian Pintado
Brian Daniel Pintado Álvarez (Cuenca, 29 luglio 1995) è un marciatore ecuadoriano, campione olimpico nella marcia 20 km a Parigi 2024.

## Biografia
Ha rappresentato l'Ecuador ai Giochi olimpici estivi di Rio de Janeiro 2016 e Tokyo 2020, classificandosi rispettivamente 37º e 12º nella marcia 20 km. Ai mondiali di Budapest 2023 ha vinto l'argento nella marcia 35 km.
Ai Giochi olimpici estivi di Parigi 2024 ha vinto l'oro nella marcia 20 km, precedendo sul podio il brasiliano Caio Bonfim e lo spagnolo Álvaro Martín, e l'argento nella staffetta mista.

## Palmarès
| Anno | Manifestazione      | Sede           | Evento           | Risultato | Prestazione | Note                          |
| ---- | ------------------- | -------------- | ---------------- | --------- | ----------- | ----------------------------- |
| 2011 | Mondiali allievi    | Lilla          | Marcia 10 000 m  | 10º       | 42'44"02    | Miglior prestazione personale |
| 2012 | Mondiali juniores   | Barcellona     | Marcia 10 000 m  | 30º       | 45'13"84    |                               |
| 2014 | Mondiali juniores   | Eugene         | Marcia 10 000 m  | dq        | dq          |                               |
| 2016 | Giochi olimpici     | Rio de Janeiro | Marcia 20 km     | 37º       | 1h23'44"    |                               |
| 2017 | Mondiali            | Londra         | Marcia 20 km     | 18º       | 1h21'17"    | Miglior prestazione personale |
| 2018 | Giochi sudamericani | Cochabamba     | Marcia 20 km     | Oro       | 1h24'56"    |                               |
| 2019 | Giochi panamericani | Lima           | Marcia 20 km     | Oro       | 1h21'51"    |                               |
| 2019 | Mondiali            | Doha           | Marcia 20 km     | 23º       | 1h33'48"    |                               |
| 2021 | Giochi olimpici     | Tokyo          | Marcia 20 km     | 12º       | 1h22'54"    |                               |
| 2022 | Mondiali            | Eugene         | Marcia 20 km     | 5º        | 1h19'34"    | Miglior prestazione personale |
| 2022 | Mondiali            | Eugene         | Marcia 35 km     | 4º        | 2h24'37"    | Record sudamericano           |
| 2022 | Giochi sudamericani | Asunción       | Marcia 20 km     | Oro       | 1h19'43"    |                               |
| 2023 | Mondiali            | Budapest       | Marcia 20 km     | 7º        | 1h18'26"    | Miglior prestazione personale |
| 2023 | Mondiali            | Budapest       | Marcia 35 km     | Argento   | 2h24'34"    | Record sudamericano           |
| 2023 | Giochi panamericani | Santiago       | Marcia 20 km     | dnf       | dnf         |                               |
| 2023 | Giochi panamericani | Santiago       | Marcia a squadre | Oro       | 2h56'49     |                               |
| 2024 | Giochi olimpici     | Parigi         | Marcia 20 km     | Oro       | 1h18'55"    |                               |
| 2024 | Giochi olimpici     | Parigi         | Staffetta mista  | Argento   | 2h51'22"    |                               |